# Kenneth McMillan
Kenneth McMillan (ur. 2 lipca 1932 w Nowym Jorku; zm. 8 stycznia 1989 w Santa Monica) – amerykański aktor filmowy i telewizyjny.

## Wybrana filmografia

### Filmy fabularne
- 1973: Serpico jako Charlie
- 1974: Długi postój na Park Avenue jako Harry, komendant dzielnicy
- 1975: Żony ze Stepford jako kierownik marketu
- 1975: Pieskie popołudnie jako komisarz
- 1978: Bracia krwi jako Banion
- 1978: Historia Olivera jako Jamie Francis
- 1979: Miasteczko Salem jako Parkins Gillespie
- 1980: W głębokim ukryciu jako Sam Marzetta
- 1980: Słodki zakład jako Brannigan
- 1980: Granica jako Malcolm Wallace
- 1981: Naoczny świadek jako pan Deever
- 1981: Serce robota jako Max
- 1981: W końcu czyje to życie? jako sędzia Wyler
- 1981: Prawdziwe wyznania jako Frank Crotty
- 1981: Ragtime jako Willie Conklin
- 1984: Amadeusz jako Michael Schlumberg (sceny usunięto)
- 1984: Protokół jako senator Norris
- 1984: Papież z Greenwich Village jako Barney
- 1984: Diuna jako baron Vladimir Harkonnen
- 1984: Na oślep (znany także pt. Buntownik z Eberton) jako John Rourke Sr
- 1985: Oko kota jako Cressner
- 1985: Uciekający pociąg jako Eddie MacDonald
- 1986: Uzbrojeni i niebezpieczni jako kpt. Clarence O'Connell
- 1987: Władza, namiętność i zbrodnia jako Lew Carteret
- 1987: Malone jako Hawkins
- 1989: Trójka uciekinierów jako Horvath

### Seriale telewizyjne
- 1973-78: Kojak jako  porucznik Decker / porucznik George O'Mara (gościnnie, 1976 i 1978)
- 1975-79: Starsky i Hutch jako porucznik Daniel E. Slate (gościnnie, 1978)
- 1980-88: Magnum jako Joe Hatten (gościnnie, 1987)
- 1984-96: Napisała: Morderstwo jako trener Kevin Cauldwell (gościnnie, 1987)
- 1985-89: Na wariackich papierach jako Baptista (gościnnie, 1986)
- 1985-89: Alfred Hitchcock przedstawia jako sędzia Paul Magrew (gościnnie, 1986)